# Johanna Palmström
Johanna Palmström, född 1979, är en svensk författare samt aktiv i den feministiska teatern och tankesmedjan Lacrimosa. Hon var mellan 2011 och 2016 chefredaktör för tidskriften Bang.